# Pellewia cantiana
Pellewia cantiana är en fjärilsart som beskrevs av William Schaus 1928. Pellewia cantiana ingår i släktet Pellewia och familjen tandspinnare. Inga underarter finns listade i Catalogue of Life.